# Glaphyridae
Glaphyridae je čeleď brouků z nadčeledi Scarabaeoidea. V Evropě je známo asi 100 druhů, zařazených v 8 rodech.

## Taxonomie
- Rod Amphicoma Latreille, 1807
- Rod Anthypna Latreille
- Rod Glaphyrus Latreille, 1807
- Rod Eulasia Truqui, 1848